# Roberto Cevoli
Roberto Cevoli (Rimini, Italia, 29 de diciembre de 1968) es un exjugador y entrenador de fútbol italiano nacionalizado sanmarinense. Actualmente dirige a la selección de San Marino.

## Carrera como jugador
En su carrera, Cevoli vistió las camisetas de San Marino, Jesina, Fano, Carpi, Reggina, Reggiana, Torino, Cesena, Crotoney Modena.Con la camiseta de este último, fue protagonista de un doble ascenso consecutivo de la Serie C1 a la Serie A, ganando también la Supercopa de la Serie C en la temporada 2000-01.
En la Serie A, disputó 57 partidos marcando 1 gol. Como futbolista profesional, durante los 19 años transcurridos entre 1986 y 2005, acumuló 519 apariciones y 16 goles en total.

## Carrera como entrenador
Luego de haberse desempeñado como asistente técnico de Giancarlo Camolese y de Angelo Gregucci en el L.R. Vicenza, en junio de 2008 se convirtió en entrenador del Foligno, pero fue despedido en noviembre del mismo año.
En el verano de 2009 se convirtió en entrenador del Monza, en la Lega Pro Prima Divisione, y se mantuvo solo una temporada.El 22 de julio de 2012, asumió al frente del equipo primavera del Reggina.El 17 de noviembre de 2015, fue nombrado técnico del Sanremese Calcio donde ganó la Copa Italia de Aficionados 2015-16.
Tras una breve experiencia al frente del equipo albanés Teuta Durrës, el 18 de enero de 2017 relevó a Bruno Caneo como entrenador del Civitanovese.El 6 de junio de 2018, firmó un contrato anual con Renate, miembro de la Lega Pro.
El 21 de mayo de 2018, firmó un contrato anual con la Reggina de la Serie C, donde anteriormente había sido futbolista y posteriormente entrenador del equipo primavera.El 3 de febrero de 2019, fue despedido de su cargo tras la derrota en casa en el derbi ante el Catanzaro por 4-3, con el equipo en octava posición en la clasificación.Sin embargo, el 7 de abril siguiente, regresó al club hasta el final de la temporada.
En junio de 2020, fue oficializado como entrenador del Imolese para disputar los play-outs.Tras conseguir la salvación, fue confirmado para la siguiente temporada, pero el 19 de diciembre siguiente fue relevado de sus funciones a partir de una serie de malos resultados.
El 30 de agosto de 2021, inició su segunda etapa al frente del Renate de la Serie C.Tras quedar 4º en el grupo A, fue eliminado en la primera ronda del repechaje nacional por la Juventus Next Gen.
En agosto de 2022, se convirtió en el entrenador del Novara, reemplazando a Marco Marchionni.Fue despedido el 1 de diciembre de 2022 después de la derrota ante el Pergolettese.
El 12 de diciembre de 2023, fue confirmado como entrenador de la selección de San Marino.El 5 de septiembre de 2024, cortó con la sequía de 20 años sin triunfos del seleccionado europeo luego de vencer a Liechtenstein por 1-0.Y el 18 de noviembre de 2024, cosecharía la segunda victoria oficial de San Marino y su primera de visitante, venciendo nuevamente a Liechtenstein por 1-3 y, a su vez, logrando el ascenso de la selección a la serie C de la Nations League
| Club                  | Año         | Partidos | Goles |
| --------------------- | ----------- | -------- | ----- |
| ASD Victor San Marino | 1986 - 1989 | 65       | 2     |
| Jesina                | 1990 - 1991 | 31       | 1     |
| Fano                  | 1991 - 1992 | 32       | 1     |
| Carpi                 | 1992 - 1993 | 29       | 1     |
| Reggina               | 1993 - 1995 | 68       | 3     |
| Reggiana              | 1995 - 1996 | 35       | 1     |
| Torino                | 1996 - 1997 | 34       | 1     |
| Reggiana              | 1997 - 1999 | 51       | 2     |
| Cesena                | 1999 - 2001 | 69       | 1     |
| Modena                | 2001 - 2004 | 91       | 2     |
| Crotone               | 2004 - 2005 | 14       | 1     |

| Club                    | Año         | Estadísticas | Estadísticas | Estadísticas | Estadísticas | Estadísticas |
| ----------------------- | ----------- | ------------ | ------------ | ------------ | ------------ | ------------ |
| Club                    | Año         | PJ           | V            | E            | D            | %            |
| Foligno                 | 2008        | 14           | 4            | 5            | 5            | 40,47%       |
| Monza                   | 2009 - 2010 | 39           | 11           | 15           | 13           | 41,02%       |
| Unione San Remo         | 2015 - 2016 | 29           | 18           | 6            | 5            | 68,96%       |
| Teuta                   | 2016        | 5            | 2            | 0            | 3            | 40%          |
| Civitanovese            | 2017        | 7            | 0            | 1            | 6            | 4,76%        |
| Renate                  | 2017 - 2018 | 41           | 14           | 14           | 13           | 45,52%       |
| Reggina                 | 2018 - 2019 | 31           | 14           | 8            | 9            | 53,76%       |
| Imolese                 | 2020        | 18           | 4            | 4            | 10           | 29,62%       |
| Renate                  | 2021 - 2022 | 39           | 19           | 9            | 12           | 56,41%       |
| Novara                  | 2022        | 17           | 7            | 3            | 7            | 47,05%       |
| Selección de San Marino | Desde 2023  | 7            | 2            | 1            | 4            | 28,57%       |

### Como jugador
- Serie C1: 1

Reggina: 1994-1995
- Campionato Interregionale: 1

San Marino: 1987-1988

### Como entrenador
- Copa Italia de aficionados: 1

Unione Sanremo: 2015-2016
- Coppa Italia Dilettanti Liguria: 1

Unione Sanremo: 2015-2016